# Frecăței (okręg Tulcza)
Frecăței – wieś w Rumunii, w okręgu Tulcza, w gminie Frecăței. W 2011 roku liczyła 1127 mieszkańców.